# 야파오렌지

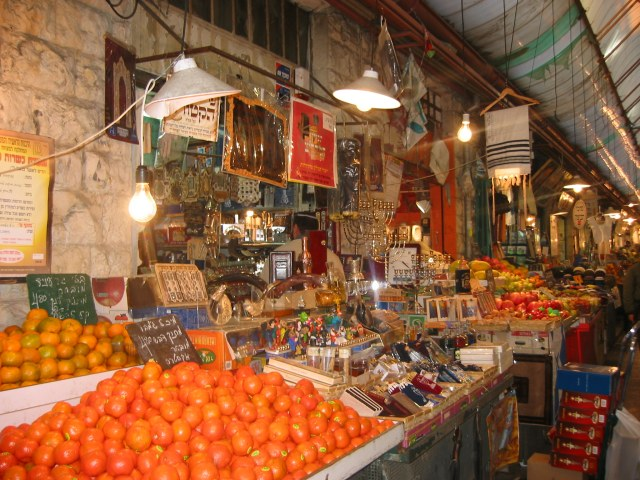

야파오렌지, 자파오렌지(Jaffa orange, 아랍어: برتقال ياвا), 샤무티오렌지(Shamouti orange, 아랍어: برتقال سموصي)는 씨앗이 거의 없고 껍질이 질겨 수출에 특히 적합한 오렌지 품종이다.
19세기 중반 농부들에 의해 개발된 이 품종은 처음 수출용으로 생산된 야파시에서 이름을 따왔다. 오렌지는 이 도시의 주요 감귤류 수출품이었다. 네이블오렌지, 쓴오렌지와 함께 지중해, 남부 유럽, 중동에서 자라는 세 가지 주요 과일 품종 중 하나이다. 자파는 키프로스, 이라크, 이스라엘, 레바논, 시리아, 요르단, 튀르키예에서 재배된다.

## 특징
샤무티(shamouti)라고도 알려진 자파오렌지는 실제로 씨가 없으며 맛이 "뛰어나고" "달콤하고 고운" 것으로 묘사된다. 이 지역에서 재배되는 다른 두 가지 주요 오렌지 품종은 네이블오렌지와 비터오렌지이다. 후자는 껍질을 벗기기 위해 이란에서 재배된다. 자파오렌지는 타원형 모양과 두꺼운 껍질로 구별되며 색상은 짙은 오렌지색이며 일반적으로 과일에서 쉽게 제거할 수 있다. 피부가 튼튼해 "특히 수출에 적합"한다. 즙이 거의 나오지 않고 쓴맛이 지연되는 경향이 있기 때문에 저장성은 좋지만 주스 생산에는 적합하지 않다.
이 오렌지는 내한성이 매우 높아 일반적으로 오렌지 재배와 관련된 아열대 지역 외부에서 자랄 수 있다. 자파오렌지는 곰팡이의 일종인 알터나리아(Alternaria)에 감염되기 쉽고 교대 베어링이 발생하기 쉽다.